# Iassus rufescens
Iassus rufescens är en insektsart som beskrevs av Blanchard 1852. Iassus rufescens ingår i släktet Iassus och familjen dvärgstritar. Inga underarter finns listade i Catalogue of Life.